# Copa Davis 2008
La Copa Davis 2008 correspon a la 97a edició del torneig de tennis masculí més important per nacions. 16 equips participaran en el Grup Mundial i més de cent en els diferents grups regionals.
La primera ronda es jugà entre el 8 i el 10 de febrer, i la final entre el 21 i el 23 de novembre.

## Grup Mundial
|  | Vuitens de final                | Vuitens de final              |                                   |   | Quarts de final | Quarts de final |  |  | Semifinals | Semifinals |  |  | Final | Final |
|  |                                 |                               |                                   |   |                 |                 |  |  |            |            |  |  |       |       |
|  | 8/10 de febrer - Buenos Aires   |                               |                                   |   |                 |                 |  |  |            |            |  |  |       |       |
|  |                                 |                               |                                   |   |                 |                 |  |  |            |            |  |  |       |       |
|  | Argentina                       | 4                             |                                   |   |                 |                 |  |  |            |            |  |  |       |       |
|  | Argentina                       | 4                             | 11/13 d'abril - Buenos Aires      |   |                 |                 |  |  |            |            |  |  |       |       |
|  | Regne Unit                      | 1                             |                                   |   |                 |                 |  |  |            |            |  |  |       |       |
|  | Regne Unit                      | 1                             | Argentina                         | 4 |                 |                 |  |  |            |            |  |  |       |       |
|  | 8/10 de febrer - Ramat HaSharon |                               | Argentina                         | 4 |                 |                 |  |  |            |            |  |  |       |       |
|  |                                 | Suècia                        | 1                                 |   |                 |                 |  |  |            |            |  |  |       |       |
|  | Israel                          | Suècia                        | 1                                 | 2 |                 |                 |  |  |            |            |  |  |       |       |
|  | Israel                          |                               | 19/21 de setembre - Buenos Aires  | 2 |                 |                 |  |  |            |            |  |  |       |       |
|  | Suècia                          | 3                             |                                   |   |                 |                 |  |  |            |            |  |  |       |       |
|  | Suècia                          | 3                             | Argentina                         | 3 |                 |                 |  |  |            |            |  |  |       |       |
|  | 8/10 de febrer - Moscou         |                               | Argentina                         | 3 |                 |                 |  |  |            |            |  |  |       |       |
|  |                                 | Rússia                        | 2                                 |   |                 |                 |  |  |            |            |  |  |       |       |
|  | Rússia                          | Rússia                        | 2                                 | 3 |                 |                 |  |  |            |            |  |  |       |       |
|  | Rússia                          | 11/13 d'abril - Moscou        |                                   | 3 |                 |                 |  |  |            |            |  |  |       |       |
|  | Sèrbia                          | 2                             |                                   |   |                 |                 |  |  |            |            |  |  |       |       |
|  | Sèrbia                          | 2                             | Rússia                            | 3 |                 |                 |  |  |            |            |  |  |       |       |
|  | 8/10 de febrer - Ostrava        |                               | Rússia                            | 3 |                 |                 |  |  |            |            |  |  |       |       |
|  |                                 | Txèquia                       | 2                                 |   |                 |                 |  |  |            |            |  |  |       |       |
|  | Txèquia                         | Txèquia                       | 2                                 | 3 |                 |                 |  |  |            |            |  |  |       |       |
|  | Txèquia                         |                               | 21/23 de novembre - Mar del Plata | 3 |                 |                 |  |  |            |            |  |  |       |       |
|  | Bèlgica                         | 2                             |                                   |   |                 |                 |  |  |            |            |  |  |       |       |
|  | Bèlgica                         | 2                             | Argentina                         | 1 |                 |                 |  |  |            |            |  |  |       |       |
|  | 8/10 de febrer - Braunschweig   |                               | Argentina                         | 1 |                 |                 |  |  |            |            |  |  |       |       |
|  |                                 | Espanya                       | 3                                 |   |                 |                 |  |  |            |            |  |  |       |       |
|  | Alemanya                        | Espanya                       | 3                                 | 3 |                 |                 |  |  |            |            |  |  |       |       |
|  | Alemanya                        | 11/13 d'abril - Bremen        |                                   | 3 |                 |                 |  |  |            |            |  |  |       |       |
|  | Corea del Sud                   | 2                             |                                   |   |                 |                 |  |  |            |            |  |  |       |       |
|  | Corea del Sud                   | 2                             | Alemanya                          | 1 |                 |                 |  |  |            |            |  |  |       |       |
|  | 8/10 de febrer - Lima           |                               | Alemanya                          | 1 |                 |                 |  |  |            |            |  |  |       |       |
|  |                                 | Espanya                       | 4                                 |   |                 |                 |  |  |            |            |  |  |       |       |
|  | Perú                            | Espanya                       | 4                                 | 0 |                 |                 |  |  |            |            |  |  |       |       |
|  | Perú                            |                               | 19/21 de setembre - Madrid        | 0 |                 |                 |  |  |            |            |  |  |       |       |
|  | Espanya                         | 5                             |                                   |   |                 |                 |  |  |            |            |  |  |       |       |
|  | Espanya                         | 5                             | Espanya                           | 4 |                 |                 |  |  |            |            |  |  |       |       |
|  | 8/10 de febrer - Viena          |                               | Espanya                           | 4 |                 |                 |  |  |            |            |  |  |       |       |
|  |                                 | Estats Units                  | 1                                 |   |                 |                 |  |  |            |            |  |  |       |       |
|  | Àustria                         | Estats Units                  | 1                                 | 1 |                 |                 |  |  |            |            |  |  |       |       |
|  | Àustria                         | 11/13 d'abril - Winston-Salem |                                   | 1 |                 |                 |  |  |            |            |  |  |       |       |
|  | Estats Units                    | 4                             |                                   |   |                 |                 |  |  |            |            |  |  |       |       |
|  | Estats Units                    | 4                             | Estats Units                      | 4 |                 |                 |  |  |            |            |  |  |       |       |
|  | 8/10 de febrer - Sibiu          |                               | Estats Units                      | 4 |                 |                 |  |  |            |            |  |  |       |       |
|  |                                 | França                        | 1                                 |   |                 |                 |  |  |            |            |  |  |       |       |
|  | Romania                         | França                        | 1                                 | 0 |                 |                 |  |  |            |            |  |  |       |       |
|  | Romania                         |                               |                                   | 0 |                 |                 |  |  |            |            |  |  |       |       |
|  | França                          | 5                             |                                   |   |                 |                 |  |  |            |            |  |  |       |       |
|  | França                          | 5                             |                                   |   |                 |                 |  |  |            |            |  |  |       |       |

## Vuitens de final

### Argentina vs. Regne Unit
| Argentina                                                             | Argentina | 4 | 1 | Regne Unit | the United Kingdom |
| --------------------------------------------------------------------- | --------- | - | - | ---------- | ------------------ |
| Estadi Parque Roca, Buenos Aires, Argentina 8 al 10 de febrer de 2008 |           |   |   |            |                    |

|           | Jugador                  |                    | Jugador               | Resultat         |
| --------- | ------------------------ | ------------------ | --------------------- | ---------------- |
| Argentina | David Nalbandian         | the United Kingdom | Jamie Baker           | 6-1, 6-3, 6-3.   |
| Argentina | Agustín Calleri          | the United Kingdom | Alex Bogdanovic       | 6-3, 6-1, 6-1.   |
| Argentina | J. Acasuso-D. Nalbandian | the United Kingdom | R. Hutchins-J. Murray | 6-2, 7-611, 6-0. |
| Argentina | José Acasuso             | the United Kingdom | Alex Bogdanovic       | 7-5, 7-5.        |
| Argentina | Agustín Calleri          | the United Kingdom | Jamie Baker           | 64-7, 4-6.       |

### Israel vs. Suècia
| Israel                                                           | Israel | 2 | 3 | Suècia | Sweden |
| ---------------------------------------------------------------- | ------ | - | - | ------ | ------ |
| Canada Stadium, Ramat HaSharon, Israel 8 al 10 de febrer de 2008 |        |   |   |        |        |

|        | Jugador          |        | Jugador                 | Resultat             |
| ------ | ---------------- | ------ | ----------------------- | -------------------- |
| Israel | Dudi Sela        | Sweden | Jonas Bjorkman          | 7-8, 6-3, 6-1.       |
| Israel | Harel Levy       | Sweden | Thomas Johansson        | 1-6, 1-6, 3-6.       |
| Israel | J. Erlich-A. Ram | Sweden | S. Aspelin-R. Lindstedt | 6-3, 7-63, 7-5.      |
| Israel | Dudi Sela        | Sweden | Thomas Johansson        | 6⁶-7, 1-6, 5-7.      |
| Israel | Harel Levy       | Sweden | Jonas Bjorkman          | 6-0, 4-6, 3-6, 6⁶-7. |

### Rússia vs. Sèrbia
| Russia                                                                   | Rússia | 3 | 2 | Sèrbia | Serbia |
| ------------------------------------------------------------------------ | ------ | - | - | ------ | ------ |
| Palau dels Esports de Luzhniki, Moscou, Rússia 8 al 10 de febrer de 2008 |        |   |   |        |        |

|        | Jugador                |        | Jugador                   | Resultat                 |
| ------ | ---------------------- | ------ | ------------------------- | ------------------------ |
| Russia | Mikhaïl Iujni          | Serbia | Nenad Zimonjic            | 2-6, 6-3, 6-2, 6-4.      |
| Russia | Nikolai Davidenko      | Serbia | Viktor Troicki            | 6-1, 1-6, 6-3, 1-6, 6-2. |
| Russia | M. Iujni - D. Tursúnov | Serbia | N. Djokovic - N. Zimonjic | 3-6, 6⁶-7 6⁵-7.          |
| Russia | Nikolai Davidenko      | Serbia | Novak Djokovic (r)        | 4-6, 3-6, 6-4.           |
| Russia | Dmitri Tursúnov        | Serbia | Viktor Troicky            | 67-7, 6-4, 3-6.          |

### República Txeca vs. Bèlgica
| Czech Republic                                                | República Txeca | 3 | 2 | Bèlgica | Belgium |
| ------------------------------------------------------------- | --------------- | - | - | ------- | ------- |
| ČEZ Aréna, Ostrava, República Txeca 8 al 10 de febrer de 2008 |                 |   |   |         |         |

|                | Jugador                |         | Jugador              | Resultat                   |
| -------------- | ---------------------- | ------- | -------------------- | -------------------------- |
| Czech Republic | Tomas Berdych          | Belgium | Kristof Vliegen      | 6-3, 6-1, 6-4.             |
| Czech Republic | Radek Stepanek         | Belgium | Steve Darcis         | 6-4, 7-64, 7-6⁵.           |
| Czech Republic | T. Berdych-R. Stepanek | Belgium | K. Vliegen-O. Rochus | 6²-7, 7-6⁶, 7-5, 5-7, 6-4. |
| Czech Republic | Lukas Dlouhy           | Belgium | Steve Darcis         | 6¹-7, 4-6.                 |
| Czech Republic | Pavel Vizner (r)       | Belgium | Ruben Bemelmans      | 7-64, 5-7, 2-2.            |

### Alemanya vs. Corea del Sud
| Germany                                                            | Alemanya | 3 | 2 | Corea del Sud | South Korea |
| ------------------------------------------------------------------ | -------- | - | - | ------------- | ----------- |
| Volkswagen Halle, Braunschweig, Alemanya 8 al 10 de febrer de 2008 |          |   |   |               |             |

|         | Jugador                        |             | Jugador          | Resultat                  |
| ------- | ------------------------------ | ----------- | ---------------- | ------------------------- |
| Germany | Philipp Kohlschreiber          | South Korea | Jae-Sung An      | 6-2, 6-2, 6-2.            |
| Germany | Florian Mayer                  | South Korea | Hyung-Taik Lee   | 5-7, 3-6, 6-1, 7-67, 3-6. |
| Germany | P. Kohlschreiber-P. Petzschner | South Korea | W-S. Jun-J-S. An | 6-1, 6-3, 6-3.            |
| Germany | Phillip Kohlschreiber          | South Korea | Hyung-Taik Lee   | 6-0, 4-6, 6-1, 7-6¹.      |
| Germany | Michael Berrer                 | South Korea | Woong-Sun Jun    | 1-6, 6-3, 4-6.            |

### Perú vs. Espanya
| Peru                                                       | Perú | 0 | 5 | Espanya | Spain |
| ---------------------------------------------------------- | ---- | - | - | ------- | ----- |
| Jockey Club del Perú, Lima, Perú 8 al 10 de febrer de 2008 |      |   |   |         |       |

|      | Jugador             |       | Jugador              | Resultat        |
| ---- | ------------------- | ----- | -------------------- | --------------- |
| Peru | Matías Silva        | Spain | Nicolás Almagro      | 3-6, 5-7, 0-6.  |
| Peru | Iván Miranda        | Spain | Tommy Robredo        | 2-6, 3-6, 3-6.  |
| Peru | L. Horna-I. Miranda | Spain | F. López-F. Verdasco | 3-6, 4-6, 64-7. |
| Peru | Mauricio Echazú     | Spain | Tommy Robredo        | 4-6, 1-6.       |
| Peru | Iván Miranda        | Spain | Nicolás Almagro      | 2-6, 3-6.       |

### Àustria vs. Estats Units
| Austria                                                              | Àustria | 1 | 4 | Estats Units | the United States |
| -------------------------------------------------------------------- | ------- | - | - | ------------ | ----------------- |
| Ferry Dusika Hallenstadion, Viena, Àustria 8 al 10 de febrer de 2008 |         |   |   |              |                   |

|         | Jugador             |                   | Jugador           | Resultat                  |
| ------- | ------------------- | ----------------- | ----------------- | ------------------------- |
| Austria | Jurgen Melzer       | the United States | Andy Roddick      | 4-6, 6-4, 3-6, 7-64, 3-6. |
| Austria | Stefan Koubek       | the United States | James Blake       | 7-5, 5-7, 2-6, 2-6.       |
| Austria | J. Knowle-J. Melzer | the United States | B. Bryan-M. Bryan | 1-6, 4-6, 2-6.            |
| Austria | Stefan Koubek       | the United States | Mike Bryan (r)    | 7-5, 1-0.                 |
| Austria | Werner Eschauser    | the United States | Bob Bryan         | 0-6, 6-3, 63-7.           |

### Romania vs. França
| Romania                                                     | Romania | 0 | 5 | França | France |
| ----------------------------------------------------------- | ------- | - | - | ------ | ------ |
| Sala Transilvania, Sibiu, Romania 8 al 10 de febrer de 2008 |         |   |   |        |        |

|         | Jugador            |        | Jugador              | Resultat                  |
| ------- | ------------------ | ------ | -------------------- | ------------------------- |
| Romania | Victor Hanescu     | France | Richard Gasquet      | 6⁵-7, 4-6, 5-7.           |
| Romania | Andrei Pavel       | France | Jo-Wilfried Tsonga   | 7-6², 4-6, 4-6, 4-6.      |
| Romania | F. Mergea-H. Tecau | France | A. Clement-M. Llodra | 3-6, 4-6, 7-6⁶, 6-3, 2-6. |
| Romania | Andrei Pavel       | France | Michael Llodra       | 6⁵-7, 67-7.               |
| Romania | Horia Tecau        | France | Anaud Clement        | 63-7, 6-2, 4-6.           |

## Quarts de final

### Argentina vs. Suècia
| Argentina                                                            | Argentina | 4 | 1 | Suècia | Sweden |
| -------------------------------------------------------------------- | --------- | - | - | ------ | ------ |
| Estadi Parque Roca, Buenos Aires, Argentina 11 al 13 d'abril de 2008 |           |   |   |        |        |

|           | Jugador                  |        | Jugador                    | Resultat                 |
| --------- | ------------------------ | ------ | -------------------------- | ------------------------ |
| Argentina | David Nalbandian         | Sweden | Thomas Johansson           | 6-2, 5-7, 6-4, 6-2.      |
| Argentina | José Acasuso             | Sweden | Robin Soderling            | 0-6, 4-6, 1-6.           |
| Argentina | G. Cañas - D. Nalbandian | Sweden | J. Bjorkman - R. Lindstedt | 7-5, 6-4, 6-4.           |
| Argentina | David Nalbandian         | Sweden | Robin Sonderling           | 6-4, 1-6, 4-6, 6-4, 9-7. |
| Argentina | Juan Mónaco              | Sweden | Thomas Johansson           | 6-3, 6-3.                |

### Rússia vs. República Txeca
| Russia                                                                  | Rússia | 3 | 2 | República Txeca | the Czech Republic |
| ----------------------------------------------------------------------- | ------ | - | - | --------------- | ------------------ |
| Palau dels Esports de Luzhniki, Moscou, Rússia 11 al 13 d'abril de 2008 |        |   |   |                 |                    |

|        | Jugador                    |                    | Jugador                 | Resultat                  |
| ------ | -------------------------- | ------------------ | ----------------------- | ------------------------- |
| Russia | Marat Safin                | the Czech Republic | Tomas Berdych           | 6⁵-7, 4-6, 6-3, 6-2, 6-4. |
| Russia | Ígor Andréiev              | the Czech Republic | Radek Stepanek          | 3-6, 2-6, 4-6.            |
| Russia | N. Davidenko - Í. Andréiev | the Czech Republic | R. Stepanek - P. Vizner | 3-6, 6-3, 7-5, 6-4.       |
| Russia | Nikolai Davidenko          | the Czech Republic | Tomas Berdych (r)       | 6-3, 2-6, 6⁵-7, 6-3, 1-2. |
| Russia | Marat Safin                | the Czech Republic | Lukas Dlouhy            | 3-6, 3-6.                 |

### Alemanya vs. Espanya
| Germany                                             | Alemanya | 1 | 4 | Espanya | Spain |
| --------------------------------------------------- | -------- | - | - | ------- | ----- |
| AWD Dome, Bremen, Alemanya 11 al 13 d'abril de 2008 |          |   |   |         |       |

|         | Jugador                          |       | Jugador                | Resultat                     |
| ------- | -------------------------------- | ----- | ---------------------- | ---------------------------- |
| Germany | Nicolas Kieffer                  | Spain | Rafael Nadal           | 6⁵-7, 0-6, 3-6.              |
| Germany | Philipp Kohlschreiber            | Spain | David Ferrer           | 7-63, 3-6, 4-6, 2-6.         |
| Germany | P. Kohlschreiber - P. Petzschner | Spain | F. López - F. Verdasco | 7-63, 6¹-7, 4-6, 6-2, 10-12. |
| Germany | Michael Berrer                   | Spain | Fernando Verdasco      | 6-2, 6⁵-7, 4-6.              |
| Germany | Nicolas Kieffer                  | Spain | Feliciano López        | 6-4, 7-6².                   |

### Estats Units vs. França
| the United States                                                                              | Estats Units | 4 | 1 | França | France |
| ---------------------------------------------------------------------------------------------- | ------------ | - | - | ------ | ------ |
| Lawrence Joel Veterans Memorial Coliseum, Winston-Salem, Estats Units 11 al 13 d'abril de 2008 |              |   |   |        |        |

|                   | Jugador             |        | Jugador                | Resultat                   |
| ----------------- | ------------------- | ------ | ---------------------- | -------------------------- |
| the United States | Andy Roddick        | France | Michael Llodra         | 6-4, 7-63, 7-6⁵.           |
| the United States | James Blake         | France | Paul-Henri Mathieu     | 7-6⁵, 63-7, 6-3, 3-6, 7-5. |
| the United States | B. Bryan - M. Bryan | France | A. Clement - M. Llodra | 7-67, 5-7, 3-6, 4-6.       |
| the United States | Andy Roddick        | France | Paul-Henri Mathieu     | 6-2, 6-3, 6-2.             |
| the United States | James Blake         | France | Michael Llodra         | 64-7, 6-4, 6-4.            |

## Semifinals

### Argentina vs. Rússia
| Argentina                                                                | Argentina | 3 | 2 | Rússia | Russia |
| ------------------------------------------------------------------------ | --------- | - | - | ------ | ------ |
| Estadi Parque Roca, Buenos Aires, Argentina 19 al 21 de setembre de 2008 |           |   |   |        |        |

|           | Jugador               |        | Jugador                   | Resultat                 |
| --------- | --------------------- | ------ | ------------------------- | ------------------------ |
| Argentina | David Nalbandian      | Russia | Ígor Andréiev             | 7-6⁵, 6-2, 6-4           |
| Argentina | Juan Martín del Potro | Russia | Nikolai Davidenko         | 6-1, 6-4, 6-2            |
| Argentina | A. Calleri - G. Cañas | Russia | Í. Kunitsin - D. Tursúnov | 2-6, 1-6, 7-67, 6-3, 6-8 |
| Argentina | David Nalbandian      | Russia | Nikolai Davidenko         | 6-3, 3-6, 6²-7, 0-6      |
| Argentina | Juan Martín del Potro | Russia | Ígor Andréiev             | 6-4, 6-2, 6-1            |

### Espanya vs. Estats Units
| Spain                                                                   | Espanya | 4 | 1 | Estats Units | the United States |
| ----------------------------------------------------------------------- | ------- | - | - | ------------ | ----------------- |
| Plaça de Toros Las Ventas, Madrid, Espanya 19 al 21 de setembre de 2008 |         |   |   |              |                   |

|       | Jugador                |                   | Jugador            | Resultat                 |
| ----- | ---------------------- | ----------------- | ------------------ | ------------------------ |
| Spain | Rafael Nadal           | the United States | Sam Querrey        | 6⁵-7, 6-4, 6-3, 6-4      |
| Spain | David Ferrer           | the United States | Andy Roddick       | 7-6⁵, 2-6, 1-6, 6-4, 8-6 |
| Spain | F. López - F. Verdasco | the United States | M. Bryan - M. Fish | 6-4, 4-6, 3-6, 6-4, 4-6  |
| Spain | Rafael Nadal           | the United States | Andy Roddick       | 6-4, 6-0, 6-4            |
| Spain | Feliciano López        | the United States | Sam Querrey        | 7-63, 7-64               |

## Final

### Argentina vs. Espanya
| Argentina                                                                           | Argentina | 1 | 3 | Espanya | Spain |
| ----------------------------------------------------------------------------------- | --------- | - | - | ------- | ----- |
| Polideportivo Islas Malvinas, Mar del Plata, Argentina 21 al 23 de novembre de 2008 |           |   |   |         |       |

|           | Jugador                    |       | Jugador                | Resultat                 |
| --------- | -------------------------- | ----- | ---------------------- | ------------------------ |
| Argentina | David Nalbandian           | Spain | David Ferrer           | 6-3, 6-2, 6-3            |
| Argentina | Juan Martín del Potro      | Spain | Feliciano López        | 6-4, 6²-7, 64-7, 3-6     |
| Argentina | D. Nalbandian - A. Calleri | Spain | F. López - F. Verdasco | 7-5, 5-7, 6⁵-7, 3-6      |
| Argentina | José Acasuso               | Spain | Fernando Verdasco      | 3-6, 7-64, 6-4, 3-6, 1-6 |
| Argentina |                            | Spain |                        | No jugat                 |